# 糸 (花譜の曲)
「糸」（いと）は、2018年12月6日にYouTube上で公開された、KAMITSUBAKI STUDIO所属のバーチャルアーティスト花譜のオリジナル楽曲である。作詞・作曲・編曲はすべてカンザキイオリが行った。
2019年5月15日にリリースされたEP『花と心臓』に収録された。フルアルバムとしては、2019年9月11日にリリースされたアルバム『観測α』/『観測β』に初めて収録された。

## 概要
2018年12月6日にYouTube上で初めて公開された「花譜初のオリジナル楽曲」である。そのため、花譜の「はじまりの曲」と表現されることもある。ミュージックビデオの映像制作は川サキケンジ、映像制作協力は與古田和俊、加藤久之が行った。
「糸」公開以前には、「歌ってみた」楽曲がYouTube上で公開されていた。「糸」の予告編「#05」は、12月3日に公開された。2020年3月18日には「糸-Virtual Reality-」として、「糸」のミュージックビデオの世界がVRで再現された映像が公開された。
下記の2022年8月24日の「不可解参(狂)」で演奏された映像は「不可解参(狂)」Live Ver.としてミュージックビデオが制作され、2022年9月11日に公開された。この際のバンドメンバーは及川創介（キーボード/バンドマスター）、伊藤翔磨（ギター）、永井隆泰（ベース）、黒田泰平（ドラム）、斎藤渉（ピアノ）、伊藤修平（チェロ）、銘苅麻野・三國茉莉（バイオリン）、角谷奈緒子（ヴィオラ）、BANBI（ターンテーブル）。「不可解参(狂)」の「糸」では、AR技術を駆使し、花譜の身体のまわりに無数の糸が舞う演出がなされた。

## リミックス
リミックスアルバム『観測γ』ではボカロPの大沼パセリによるリミックス版「糸 (大沼パセリ Remix)」が収録された。

## ライブでの演奏
本楽曲は花譜のライブシリーズ「不可解」にて複数回披露されている。初めての演奏は、花譜初のワンマンライブ『花譜 1st ONE-MAN LIVE「不可解」』で、1曲目に演奏された。2020年3月23日に Zepp DiverCity にて開催されたそのリメイク作である『花譜 1st ONE-MAN LIVE「不可解(再)」』でも1曲目に演奏された。
2020年10月10日に開催された『花譜 2nd ONE-MAN LIVE「不可解弐Q1」』では、リミックスバージョンである「糸 (大沼パセリ Remix)」が第1部の最終曲、13曲目に演奏された。
2022年8月24日に日本武道館で開催された『花譜 3rd ONE-MAN LIVE「不可解参(狂)』では、第1部の9曲目に演奏された。2023年3月4日に開催された『花譜 3rd ONE-MAN LIVE「不可解参(想)」』でも9曲目に演奏された。
また、2024年10月12日には、花譜の活動6周年を記念したミニライブとして『花譜 Virtual mini Live「YARN -不可解空間-」』が開催された。「Yarn」は「糸」の欧題であり、そのタイトルの通り「糸」は1曲目に演奏された。

## 評価
iTunesのトップソングチャートのJ-POP3位、総合9位にランクインした。
ライターのたまごまごは「糸」のミュージックビデオについて、これが最初とは思えないくらい歌に深みがあり大人びている、と評している。一方、それと同時に、取材当時の2022年と比べて、声のトーンが高いことを指摘している。そして『花譜 3rd ONE-MAN LIVE「不可解参(狂)』での「糸」について、歌唱力は格段に上がりつつも、若々しい感性はそのまま残し、変わっていない強い思いが感じられたと評している。その上で、4年の活動の中で花譜は自分を縛る「糸」を自身の力で解くことがもうできている、と歌詞を踏まえて評価している。